# Polysteganus baissaci
Polysteganus baissaci es una especie de peces de la familia Sparidae en el orden de los Perciformes.

## Morfología
• Los machos pueden llegar alcanzar los 27,9 cm de longitud total.

## Distribución geográfica
Se encuentra en las  costas de Mauricio y Madagascar.